# Vũ trụ Mở rộng DC
Vũ trụ Mở rộng DC (tiếng Anh: DC Extended Universe hay viết tắt là DCEU) là một nhượng quyền truyền thông và vũ trụ giả tưởng của Mỹ tập trung vào một loạt các phim siêu anh hùng do hãng Warner Bros. Pictures phân phối dựa trên các nhân vật xuất hiện trong các ấn phẩm truyện tranh của DC Comics. Vũ trụ giả tưởng này, tránh nhầm với các phim Vũ trụ DC của James Gunn và Peter Safran, cũng khá giống như vũ trụ trong các truyện tranh và phim truyền hình của DC Universe, được phát triển bằng việc đan xen các yếu tố nội dung, bối cảnh, diễn viên và nhân vật chung. Các phim điện ảnh bắt đầu được sản xuất từ năm 2011, và cho tới hết năm 2018 Warner Bros. đã phát hành tổng cộng 6 phim, với tổng doanh thu phòng vé toàn cầu đạt tới khoảng 4,86 tỷ USD.
Các phim điện ảnh được biên kịch và đạo diễn bởi nhiều cá nhân khác nhau và sử dụng một số lượng lớn diễn viên. Một vài diễn viên, bao gồm Henry Cavill, Ben Affleck, Gal Gadot, Ezra Miller, Jason Momoa và Ray Fisher, được xuất hiện lặp lại trong nhiều hơn một phim điện ảnh. Tháng 5 năm 2016, giám đốc sáng tạo của DC Comics là Geoff Johns và phó chủ tịch Warner Bros. Jon Berg được bổ nhiệm để cùng dẫn dắt xưởng phim DC Films, với Ben Affleck là nhà sản xuất điều hành cho các phim, tất cả đều ký kết để giám sát các ý kiến sáng tạo, công việc sản xuất và phần cốt truyện nhằm tạo ra được phần nội dung bao quát và gắn kết nhất giữa các phim điện ảnh.
Phim điện ảnh đầu tiên nằm trong vũ trụ DCEU là Người đàn ông thép (2013), theo sau là Batman đại chiến Superman: Ánh sáng công lý (2016), Biệt đội cảm tử (2016), Wonder Woman: Nữ thần chiến binh (2017), Liên minh Công lý (2017), Aquaman: Đế vương Atlantis (2018) và Shazam! (2019). Birds of Prey: Cuộc lột xác huy hoàng của Harley Quinn (2020),  Wonder Woman 1984: Nữ thần chiến binh (2020), Liên minh Công lý phiên bản của Zack Snyder (2021), Suicide Squad: Điệp vụ cảm tử (2021), Black Adam (phim) (2022), Flash (2023), Blue Beetle (2023), Aquaman và vương quốc thất lạc (2023).

## Phát triển

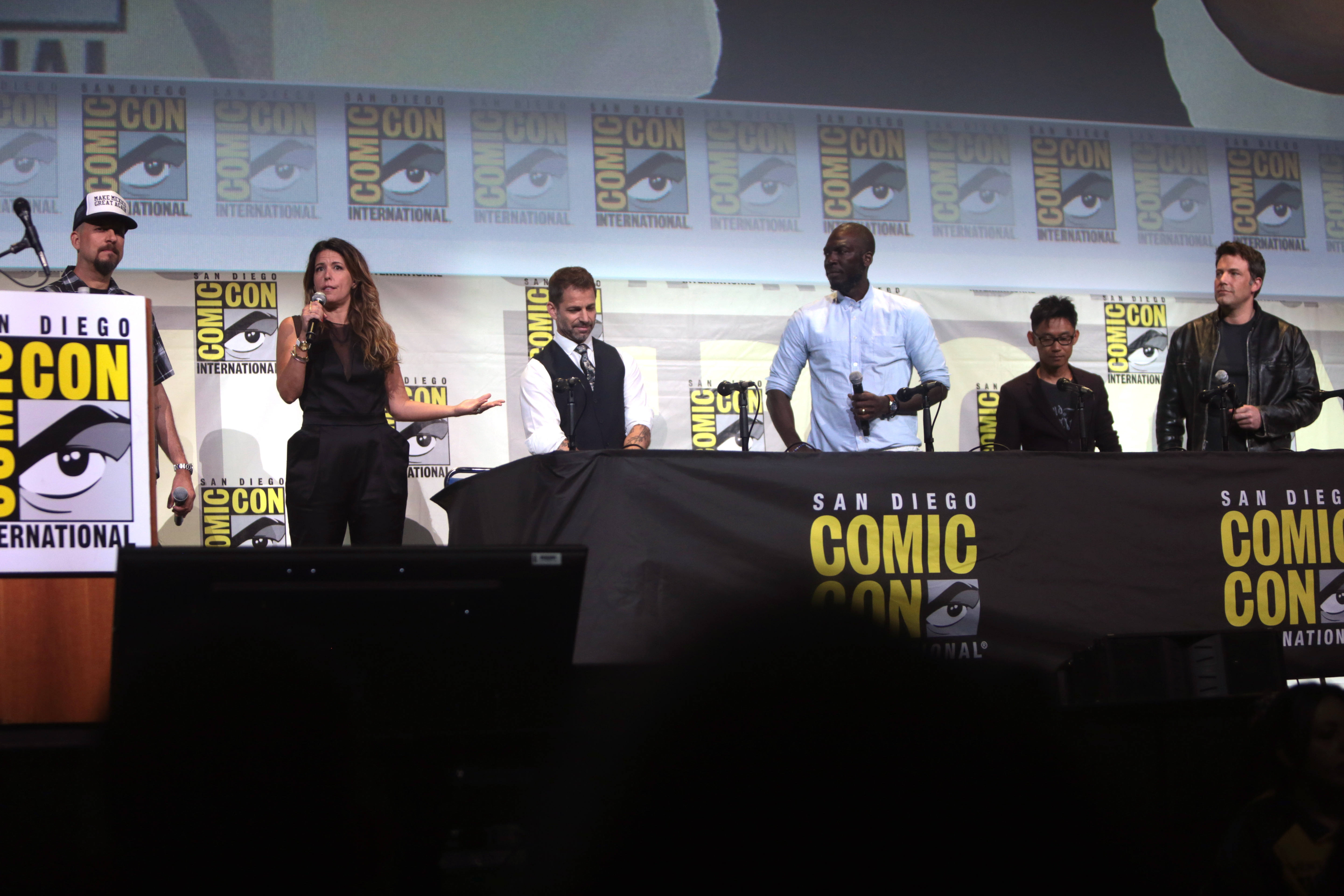
Các đạo diễn của DC Extended Universe gồm David Ayer (Biệt đội cảm tử), Patty Jenkins (Wonder Woman: Nữ thần chiến binh), Zack Snyder (Liên minh Công lý), Rick Famuyiwa (The Flash), James Wan (Aquaman: Đế vương Atlantis) và Ben Affleck.

Từ khi được công bố, vũ trụ giả tưởng này thường được gọi bằng cái tên "DC Cinematic Universe" bởi những người hâm mộ và giới truyền thông nhằm thuận tiện trong việc gọi tên đối với Vũ trụ Điện ảnh Marvel đã được tạo ra trước đó. Tháng 11, 2014, Newsarama nhắc đến tên nhượng quyền bằng cái tên "DC Cinematic Multiverse", trong khi đó trang web của DC Comics lại gọi bằng cái tên "DC Cinematic Universe" vào tháng 12 năm 2014. Vào tháng 7 năm 2015, trong bài phỏng vấn tại San Diego Comic-Con International được công bố trực tuyến, Entertainment Weekly có nhắc tới các phim điện ảnh sẽ góp mặt trong "DC Extended Universe". Tuy nhiên trong bài báo này, Entertainment Weekly không sử dụng thuật ngữ đó, mà trong ấn bản phát hành tháng 10 năm 2014, trong một bài tiết lộ 10 phim điện ảnh sẽ được phát hành trong năm năm tới, cây viết đã gọi đây là "một bản thiết kế cho một vũ trụ mở rộng." Tạp chí Empire số tháng 9 năm 2015 xác nhận vũ trụ siêu anh hùng này sẽ có tên là "DC Extended Universe". Trong khi Marvel Cinematic Universe bao gồm cả những sản phẩm truyền hình, thì vũ trụ DC Extended Universe lại chỉ có các phim điện ảnh được ra mắt liên tục. Một vài loạt phim truyền hình với sự góp mặt của các nhân vật của DC cùng với các cốt truyện riêng thường được nhắc đến bằng vũ trụ Arrowverse.
Ngày 1 tháng 1 năm 2014, một nguồn tin tiết lộ hãng phim Warner Bros. đã có dự định phát triển một vũ trụ điện ảnh vào vài năm trước đó, bắt đầu với phim điện ảnh Green Lantern năm 2011. Kịch bản của The Flash bắt đầu được viết vào năm 2011 bởi nhà biên kịch của Green Lantern, Michael Green và Marc Guggenheim, với phân cảnh cuối phim nói về việc Hal Jordan (Ryan Reynolds) gặp gỡ The Flash. Phim này sau đó đã bị hủy vì doanh thu phòng vé của Green Lantern quá thấp. Sau thất bại của Green Lantern năm 2011, một phim điện ảnh làm lại của Superman đã được bật đèn xanh, và đó là Người đàn ông thép công chiếu năm 2013. Nhiều kế hoạch đã được đề ra để phim điện ảnh này bao gồm thêm nhiều yếu tố đan chéo với các nhân vật khác trong DC Universe, vậy nên nếu phim tạo nên tiếng vang lớn, thì vũ trụ sẽ được khởi động, điều này giống hệt như Vũ trụ Điện ảnh Marvel của Marvel trước đây. Tháng 6, 2013, đạo diễn Zack Snyder và nhà biên kịch David S. Goyer xác nhận sẽ trở lại làm việc cho phần tiếp nối của Người đàn ông thép, lấy tựa đề Batman đại chiến Superman: Ánh sáng công lý được phát hành vào tháng 3 năm 2016. Goyer trước đó đã ký một hợp đồng ba phim điện ảnh có sự xuất hiện của Superman, bao gồm Người đàn ông thép, Batman đại chiến Superman: Ánh sáng công lý và Liên minh Công lý.

## Phim điện ảnh
| Phim                                                   | Ngày khởi chiếu      | Đạo diễn          | Biên kịch                                   | Cốt truyện                               | Sản xuất                                                                                           |
| ------------------------------------------------------ | -------------------- | ----------------- | ------------------------------------------- | ---------------------------------------- | -------------------------------------------------------------------------------------------------- |
| Người đàn ông thép                                     | 14 tháng 6 năm 2013  | Zack Snyder       | David S. Goyer                              | David S. Goyer, Christopher Nolan        | Christopher Nolan, Emma Thomas, Deborah Snyder, Charles Roven                                      |
| Batman đại chiến Superman: Ánh sáng công lý            | 25 tháng 3 năm 2016  | Zack Snyder       | Chris Terrio, David S. Goyer                | Chris Terrio, David S. Goyer             | Deborah Snyder, Charles Roven                                                                      |
| Biệt đội cảm tử                                        | 5 tháng 8 năm 2016   | David Ayer        | David Ayer                                  | David Ayer                               | Charles Roven, Richard Suckle                                                                      |
| Wonder Woman: Nữ thần chiến binh                       | 2 tháng 6 năm 2017   | Patty Jenkins     | Allan Heinberg                              | Zack Snyder, Allan Heinberg, Jason Fuchs | Charles Roven, Deborah Snyder, Zack Snyder, Richard Suckle                                         |
| Liên minh Công lý                                      | 17 tháng 11 năm 2017 | Zack Snyder       | Chris Terrio, Joss Whedon                   | Chris Terrio & Zack Snyder               | Charles Roven, Deborah Snyder, Jon Berg, Geoff Johns                                               |
| Aquaman: Đế vương Atlantis                             | 21 tháng 12 năm 2018 | James Wan         | David Leslie Johnson-McGoldrick, Will Beall | Geoff Johns, James Wan, Will Beall       | Peter Safran, Rob Cowan                                                                            |
| Shazam!                                                | 5 tháng 4 năm 2019   | David F. Sandberg | Henry Gayden                                | Henry Gayden, Darren Lemke               | Peter Safran                                                                                       |
| Birds of Prey: Cuộc lột xác huy hoàng của Harley Quinn | 7 tháng 2 năm 2020   | Cathy Yan         | Christina Hodson                            | Christina Hodson                         | Margot Robbie, Bryan Unkeless & Sue Kroll                                                          |
| Wonder Woman 1984: Nữ thần chiến binh                  | 25 tháng 12 năm 2020 | Patty Jenkins     | Patty Jenkins, Geoff Johns, David Callaham  | Patty Jenkins, Geoff Johns               | Charles Roven, Deborah Snyder, Zack Snyder, Patty Jenkins, Gal Gadot, Stephen Jones                |
| Liên minh Công lý phiên bản của Zack Snyder            | 18 tháng 3 năm 2021  | Zack Snyder       | Chris Terrio                                | Chris Terrio, Zack Snyder & Will Beall   | Charles Roven, Deborah Snyder                                                                      |
| Suicide Squad: Điệp vụ cảm tử                          | 6 tháng 8 năm 2021   | James Gunn        | James Gunn                                  | James Gunn                               | Adam Cozad, Zak Penn, Gavin O'Connor, Anthony Tambakis, David Bar Katz, Todd Stashwick, James Gunn |

### Người đàn ông thép(2013)
Do khối năng lượng của hành tinh Krypton gần cạn kiệt, Jor-El cùng người vợ đã gửi con trai mình là Kal-El / Clark Kent tới Trái đất nhiều năm trước, khi mà cậu mới chỉ là một đứa trẻ sơ sinh. Jonathan và Martha Kent đã nuôi dạy cậu lớn khôn, và khi Clark bắt đầu nhận thức được về khả năng "siêu nhân" của mình, cậu phải đối mặt với việc sử dụng khả năng đó để giữ nền hòa bình hay là chế ngự Trái đất.
Trong thời gian bàn luận về cốt truyện cho Kỵ sĩ bóng đêm trỗi dậy, David S. Goyer đã nói với Christopher Nolan về việc thể hiện hình ảnh Superman trong thế giới hiện đại. Ấn tượng trước ý tưởng của Goyer, Nolan đã truyền lại tới hãng phim, và họ đã thuê Nolan làm nhà sản xuất và Goyer viết kịch bản, dựa trên những thành công về chuyên môn cũng như thương mại của Kỵ sĩ bóng đêm. Zack Snyder được chọn làm đạo diễn của bộ phim vào năm 2010. Tháng 1 năm 2011, Henry Cavill được tuyển vào vai Clark Kent / Superman. Các diễn viên khác trong phim bao gồm Amy Adams vai Lois Lane, Michael Shannon vai phản diện Tướng Zod, Diane Lane vai Martha Kent, Kevin Costner vai Jonathan Kent, Russell Crowe vai Jor-El, và Laurence Fishburne vai Perry White. Quá trình quay phim chính được bắt đầu từ ngày 1 tháng 8 năm 2011. Người đàn ông thép được công chiếu tại Bắc Mỹ vào ngày 14 tháng 6 năm 2013.

### Batman đại chiến Superman: Ánh sáng công lý(2016)
Tiếp nối cuộc chiến mang tính hủy diệt giữa Superman và Tướng Zod trong Người đàn ông thép (2013), Batman đại chiến Superman: Ánh sáng công lý là câu chuyện về sự đối đầu giữa Superman và Batman - người phải chứng kiến những hậu quả tàn khốc mà Superman để lại trên thành phố Metropolis. Mâu thuẫn giữa một siêu anh hùng của bóng tối với những cảm xúc và sức mạnh rất con người là Batman, và một siêu anh hùng có nguồn gốc ngoài hành tinh với những quyền năng mang hơi hướng Chúa trời là Superman, còn trở nên sâu sắc hơn khi có thêm "chất xúc tác" là những mưu mô quỷ quyệt, lạnh lùng đến vô nhân tính của Lex Luthor. Sự xuất hiện của nữ siêu anh hùng Wonder Woman càng khiến câu chuyện trở nên phức tạp. Còn Lex Luthor bằng mọi thủ đoạn đã nắm trong tay thứ "vũ khí tối thượng" mà gã cho là có thể giúp mình đánh bại Superman.
Phim lấy bối cảnh 18 tháng sau các sự kiện trong Người đàn ông thép. Batman đại chiến Superman: Ánh sáng công lý giới thiệu Ezra Miller trong vai Barry Allen / The Flash, Jason Momoa trong vai Arthur Curry / Aquaman, Ray Fisher trong vai Victor Stone / Cyborg, và Joe Morton trong vai Tiến sĩ Silas Stone. Bộ phim cũng có sự xuất hiện của Steppenwolf, phản diện chính trong Liên minh Công lý, trong một phân cảnh nhỏ. Phân cảnh này không xuất hiện trong phiên bản chiếu rạp mà được Warner Bros. đăng tải trực tuyến vào ngày 28 tháng 3, và sau đó được chèn vào trong phiên bản Ultimate Edition của phim.

### Biệt đội cảm tử(2016)
Sau cái chết của Superman, một nhóm những kẻ côn đồ tinh quái được tập hợp bởi cơ quan mật của chính phủ (A.R.G.U.S). Họ được giao thực hiện những nhiệm vụ nguy hiểm nhằm cứu thế giới khỏi mối đe dọa bí ẩn, và cũng để nhận được sự khoan hồng.
Tháng 2 năm 2009, trước khi DCEU được phát triển, hãng Warner Bros. đã bắt đầu lên ý tưởng cho một bộ phim về Biệt đội cảm tử, với Dan Lin tham gia sản xuất và Justin Marks thực hiện phần kịch bản. Tháng 10 năm 2014, hãng Warner Bros. chính thức công bố dự án Biệt đội cảm tử, với David Ayer đảm nhiệm vị trí đạo diễn. Tới tháng 12, hãng phim xác nhận Ayer cũng sẽ thực hiện phần kịch bản của phim. Các diễn viên trong phim gồm Will Smith vai Deadshot, Margot Robbie vai Harley Quinn, Jared Leto vai Joker, Jai Courtney vai Thuyền trưởng Boomerang, Jay Hernandez vai El Diablo, Adewale Akinnuoye-Agbaje vai Killer Croc, Karen Fukuhara vai Katana, Cara Delevingne vai Enchantress, Viola Davis vai Amanda Waller và Joel Kinnaman vai Rick Flag. Tom Hardy ban đầu được tuyển vào vai Rick Flag, nhưng anh đã rời dự án do xung đột lịch quay phim với Người về từ cõi chết. Quá trình quay phim chính được bắt đầu từ ngày 13 tháng 4 năm 2015, và diễn ra tại Toronto. Phim đóng máy vào ngày 28 tháng 8 năm 2015. Biệt đội cảm tử được công chiếu tại Bắc Mỹ vào ngày 5 tháng 8 năm 2016. Phim lấy bối cảnh sau các sự kiện trong Batman đại chiến Superman: Ánh sáng công lý. Affleck trong vai Bruce Wayne / Batman và Miller trong vai Barry Allen / The Flash cũng góp mặt trong phim dưới vai trò khách mời.

### Wonder Woman: Nữ thần chiến binh(2017)
Diana xứ Themyscira, một chiến binh Amazon và cũng là á thần, con gái của thần Zeus, đã sử dụng quyền năng của mình để giúp đỡ loài người trong Thế chiến I.
Nữ diễn viên kiêm người mẫu Israel Gal Gadot được tuyển vào vai Diana Prince / Wonder Woman từ tháng 12 năm 2013 và đã ký hợp đồng ba phim điện ảnh, trong đó có một phim đơn. Tháng 10 năm 2014, dự án Wonder Woman: Nữ thần chiến binh được hãng Warner Bros xác nhận thực hiện. Tới tháng 11, Michelle MacLaren được chọn vào ghế đạo diễn của bộ phim, với phần kịch bản do Jason Fuchs đảm nhiệm. Tháng 4 năm 2015, MacLaren rời dự án do xung đột về quan điểm nghệ thuật. Cuối tháng đó, Patty Jenkins được xác nhận sẽ thay thế vị trí của MacLaren. Vào tháng 7, Chris Pine được tuyển vào vai Steve Trevor. Các diễn viên khác trong phim bao gồm Connie Nielsen vai Nữ hoàng Hippolyta, Robin Wright vai Tướng Antiope, Danny Huston vai Erich Ludendorff, Elena Anaya vai Tiến sĩ Độc, và David Thewlis vào vai Ares. Phim bắt đầu được bấm máy từ tháng 11 năm 2015, và được thực hiện tại Vương quốc Anh, Pháp và Ý. Wonder Woman: Nữ thần chiến binh được công chiếu tại Bắc Mỹ vào ngày 2 tháng 6 năm 2017.

### Liên minh Công lý(2017)
Sau cái chết của Superman dưới tay Doomsday, Batman và Wonder Woman tập hợp một nhóm những siêu nhân nhằm đối đầu với một thảm họa kinh hoàng.
Tháng 6 năm 2013, Goyer được xác nhận là sẽ tham gia biên kịch cho Liên minh Công lý vì đây là một phần trong hợp đồng ba phim mà anh đã ký kể từ Người đàn ông thép. Tháng 4 năm 2014, hãng phim xác nhận Zack Snyder sẽ trở lại ghế đạo diễn với bộ phim này. Vào tháng 10, tên của phim được công bố là Justice League Part One. Tới tháng 3 năm 2016, các nguồn tin cho biết Chris Terrio đang viết phần kịch bản cho phim, và anh cũng cho biết bộ phim sẽ không đi theo hướng tăm tối như Batman đại chiến Superman: Ánh sáng công lý. Tháng 6 năm 2016, Geoff Johns cho biết tựa đề phim đã được đổi lại thành Liên minh Công lý. Affleck, Cavill, Gadot, Momoa, Miller, Fisher, Irons, Lane, Adams, Eisenberg, Nielsen, Wright, và Morton đều trở lại với các vai diễn từ các bộ phim trước đó. Ciarán Hinds chịu trách nhiệm lồng tiếng cũng như đóng góp cho công nghệ ghi hình chuyển động của nhân vật Steppenwolf. Từ ngày 11 tháng 4 năm 2016, phim được bấm máy tại Warner Bros. Studios, Leavesden ở Anh cũng như một số địa điểm thuộc London và ở Iceland. Phim được đóng máy vào tháng 10 năm 2016. Vào tháng 5 năm 2017, Snyder rời bỏ dự án do cái chết của con gái, và Joss Whedon thay anh tiếp tục đảm nhiệm khâu hậu kỳ. Whedon đã trực tiếp chỉ đạo và cho quay lại một số cảnh phim khác, dù không được xác nhận chính thức với vai trò đạo diễn hậu kỳ. Liên minh Công lý được công chiếu trên toàn thế giới vào ngày 17 tháng 11 năm 2017.
Liên minh Công lý giới thiệu nhiều nhân vật mới, trong đó có J. K. Simmons vào vai James Gordon, Amber Heard vai Mera, và Billy Crudup vai Henry Allen; nhân vật Iris West của Kiersey Clemons cùng nhân vật Nuidis Vulko của Willem Dafoe cũng được giới thiệu những phân cảnh này đã bị xóa khỏi bản phim cuối cùng. Joe Manganiello trong vai Slade Wilson / Deathstroke xuất hiện ở cuối phim, gợi ra màn hợp tác đồng minh giữa hắn và Lex Luthor.

### Birds of Prey: Cuộc lột xác huy hoàng của Harley Quinn(2020)
Sau sự kiện của Suicide Squad, Harley Quinn đã chia tay Joker. Khi một cô gái trẻ tên Cassandra Cain tình cờ bắt gặp một viên kim cương thuộc về tên tội phạm tên là Black Mask, Harley đã gia nhập lực lượng với Black Canary, Huntress và Renee Montoya để bảo vệ cô.

## Tiếp nhận

### Doanh thu phòng vé
| Phim                                                   | Ngày khởi chiếu tại Mỹ | Doanh thu    | Doanh thu    | Doanh thu      | Xếp hạng doanh thu cao nhất mọi thời đại | Xếp hạng doanh thu cao nhất mọi thời đại | Kinh phí    | TK     |
| Phim                                                   | Ngày khởi chiếu tại Mỹ | Mỹ và Canada | Khu vực khác | Toàn cầu       | Mỹ và Canada                             | Toàn cầu                                 | Kinh phí    | TK     |
| ------------------------------------------------------ | ---------------------- | ------------ | ------------ | -------------- | ---------------------------------------- | ---------------------------------------- | ----------- | ------ |
| Người đàn ông thép                                     | 14 tháng 6 năm 2013    | $291,045,518 | $377,000,000 | $668,045,518   | 88                                       | 120                                      | $225 triệu  | [ 78 ] |
| Batman đại chiến Superman: Ánh sáng công lý            | 25 tháng 3 năm 2016    | $330,360,194 | $543,274,725 | $873,634,919   | 58                                       | 60                                       | $250 triệu  | [ 79 ] |
| Biệt đội cảm tử                                        | 5 tháng 8 năm 2016     | $325,100,054 | $421,746,840 | $746,846,894   | 61                                       | 98                                       | $175 triệu  | [ 80 ] |
| Wonder Woman: Nữ thần chiến binh                       | 2 tháng 6 năm 2017     | $412,563,408 | $409,283,604 | $821,847,012   | 25                                       | 73                                       | $149 triệu  | [ 81 ] |
| Liên minh Công lý                                      | 17 tháng 11 năm 2017   | $229,024,295 | $428,900,000 | $657,924,295   | 146                                      | 123                                      | $300 triệu  | [ 82 ] |
| Aquaman: Đế vương Atlantis                             | 21 tháng 12 năm 2018   | $335,061,807 | $813,100,000 | $1,148,161,807 | 55                                       | 23                                       | $200 triệu  | [ 83 ] |
| Shazam!                                                | 5 tháng 4 năm 2019     | $140,371,656 | $224,200,000 | $364,571,656   | 410                                      | 342                                      | $100 triệu  | [ 84 ] |
| Birds of Prey: Cuộc lột xác huy hoàng của Harley Quinn | 7 tháng 2 năm 2020     | $84,158,461  | $117,700,000 | $201,858,461   | 919                                      | 814                                      | $84.5 triệu | [ 85 ] |
| Wonder Woman 1984: Nữ thần chiến binh                  | 25 tháng 12 năm 2020   | $45,560,000  | $119,600,000 | $165,160,000   |                                          |                                          | $200 triệu  | [ 86 ] |
| Liên minh Công lý phiên bản của Zack Snyder            | 18 tháng 3 năm 2021    |              |              |                |                                          |                                          | $70 triệu   |        |
| Tổng                                                   | Tổng                   | $2193245393  | $3456505169  | $5649750562    | 11                                       | 10                                       | $1.75 tỷ    | [ 91 ] |

### Đánh giá chuyên môn
| Phim                                        | Critical           | Critical         | Public      |
| Phim                                        | Rotten Tomatoes    | Metacritic       | CinemaScore |
| ------------------------------------------- | ------------------ | ---------------- | ----------- |
| Người đàn ông thép                          | 55% (310 đánh giá) | 55 (47 đánh giá) | A–          |
| Batman đại chiến Superman: Ánh sáng công lý | 27% (380 đánh giá) | 44 (51 đánh giá) | B           |
| Biệt đội cảm tử                             | 27% (330 đánh giá) | 40 (53 đánh giá) | B+          |
| Wonder Woman: Nữ thần chiến binh            | 92% (378 đánh giá) | 76 (50 đánh giá) | A           |
| Liên minh Công lý                           | 40% (313 đánh giá) | 45 (52 đánh giá) | B+          |
| Aquaman: Đế vương Atlantis                  | 65% (368 đánh giá) | 55 (50 đánh giá) | A–          |
| Shazam!                                     | 91% (375 đánh giá) | 70 (53 đánh giá) | A           |
| Trung bình                                  | 57%                | 55               | A–          |

## Lưu ý
1. ↑  The theatrical Justice League cost around $300 million to produce.[87] Former WarnerMedia chairman and current head of HBO Max Robert Greenblatt had indicated that the amount required to finish the Snyder Cut will likely cost more than the reported $20–30 million.[88][89] After the announcement of reshoots to film brand new footage, the estimated cost rose to $70+ million.[90]